# Holland, Quận La Crosse, Wisconsin
Holland là một thị trấn thuộc quận La Crosse, tiểu bang Wisconsin, Hoa Kỳ. Năm 2010, dân số của thị trấn này là 3.531 người.